# Ricardo Medina Jr.
Ricardo „Rick” Medina Jr. (ur. 24 stycznia 1979 (niektóre źródła podają 6 lipca 1977) w Hrabstwie Kern) – amerykański aktor filmowy i telewizyjny pochodzenia portorykańskiego.

## Życiorys
Dorastał z dwoma braćmi i jedną siostrą w Downey, gdzie uczęszczał do Rio San Gabriel Elementary School. W 2005 roku wziął udział w reality show VH1 Utrzymanek (Kept) z Jerry Hall. Występował jako Cole Evans w serialu Power Rangers Wild Force i jako czerwony wojownik Deker w serialu Power Rangers Samurai. Wcześniej starał się o rolę Erica Myersa w serialu Power Rangers Time Force, lecz ostatecznie dostał ją Daniel Southworth.

### Problemy prawne
1 lutego 2015 Medina został oskarżony o zabicie swojego współlokatora, Joshuy Suttera. Do zdarzenia doszło 31 stycznia 2015. Medina po raz pierwszy został zatrzymany zaraz po całym zajściu. Dwa dni później, 3 lutego 2015, po złożeniu zeznań został jednak wypuszczony na wolność. Uznano, że działał w obronie własnej. 14 stycznia 2016, jak przekazało biuro prokuratora okręgowego w Los Angeles, został ponownie aresztowany. Medina i jego dziewczyna mieli pokłócić się z Joshem Sutterem w zamieszkanym przez obu mężczyzn mieszkaniu. Gdy aktor z partnerką udali się do swojego pokoju, Sutter poszedł za nimi. W momencie, gdy współlokator otworzył drzwi, Medina sięgnął po stojącą w pomieszczeniu replikę miecza i trafił mężczyznę w brzuch. Poszkodowany został przewieziony do szpitala, gdzie zmarł. Medina sam powiadomił policję. W 2017 roku został skazany na 6 lat więzienia.

## Wybrana filmografia
| Rok       | Tytuł                                        | Rola                             | Uwagi                    |
| --------- | -------------------------------------------- | -------------------------------- | ------------------------ |
| 2002      | Power Rangers Wild Force                     | Cole Evans/Red Wild Force Ranger | Główna rola, 40 odcinków |
| 2003      | Ostry dyżur (ER)                             | Aidan Fenwick                    | Rola gościnna            |
| 2004      | CSI: Kryminalne zagadki Miami (CSI: Miami)   | Lance                            | Rola gościnna            |
| 2005      | Utrzymanek (Kept)                            | Uczestnik (piąte eliminacje)     |                          |
| 2005      | Walki uliczne (Confessions of a Pit Fighter) | David Castillo                   |                          |
| 2006      | Bad Blood                                    | Mark                             |                          |
| 2007      | Czarostwo (Witchcraft)                       | Jack Bell/Drion                  |                          |
| 2008      | Parasomnia                                   | Oficer                           |                          |
| 2011–2012 | Power Rangers Samurai                        | Deker                            | Główna rola, 24 odcinki  |